# The Seven Lamps of Architecture

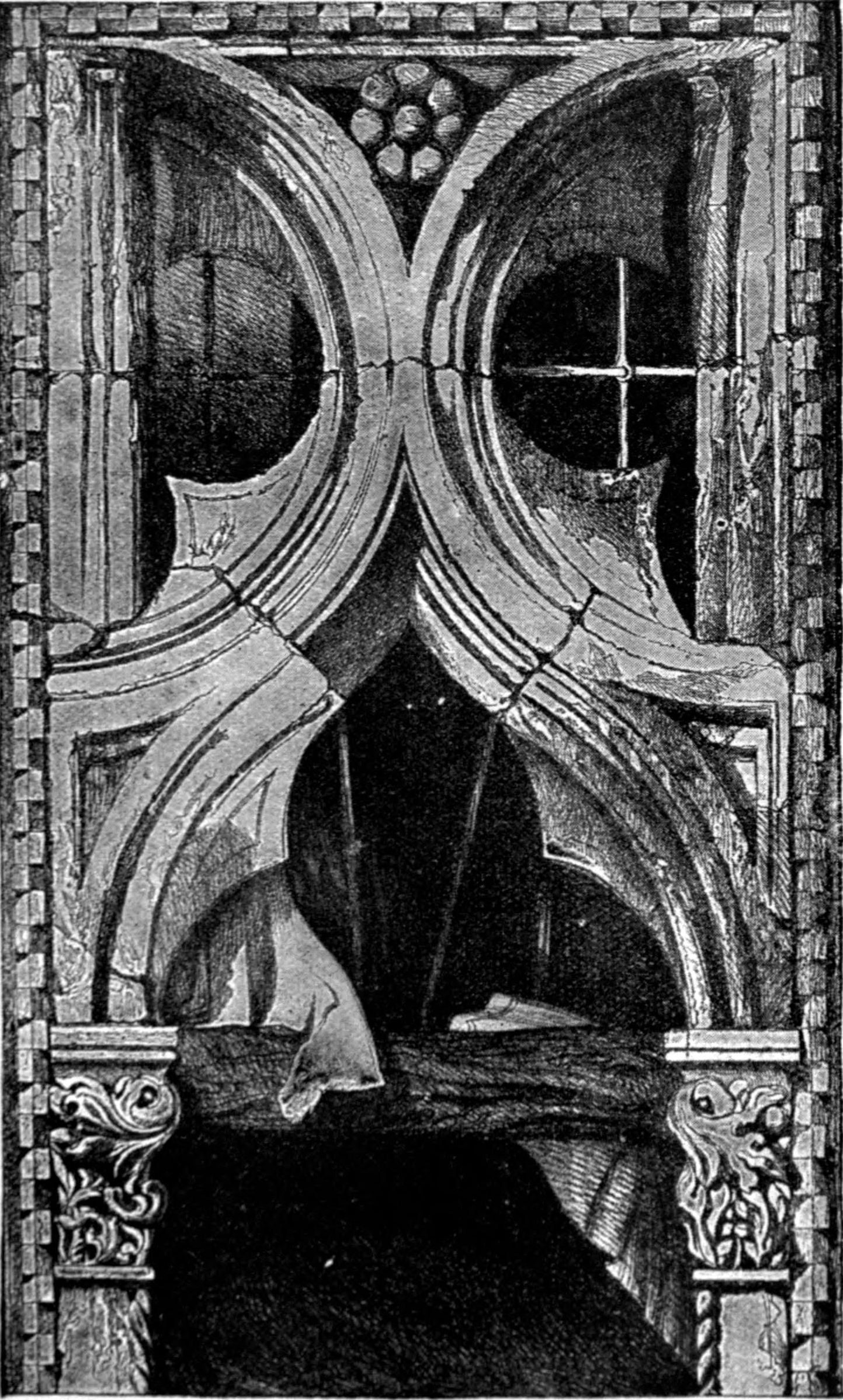
Lámina VIII - Ventana del Ca' Foscari, Venecia. Ruskin fue uno de los primeros críticos en emplear fotografías como ayuda, por la exactitud de sus ilustraciones.

Las siete lámparas de la arquitectura (The Seven Lamps of Architecture) es un largo ensayo escrito por el crítico de arte inglés y teórico John Ruskin, publicado en mayo de 1849 por primera vez. La palabra lámparas del título se refiere a los principios de la arquitectura de Ruskin, los principios que más tarde ampliará en los tres volúmenes de Las piedras de Venecia. En ellos formula algunos de los conceptos del pensamiento contemporáneo que avalaron el resurgimiento gótico. En el tiempo de su publicación, Augustus Pugin y otros estaba adelantando las ideas del neogótico, que él puso en práctica. Ruskin aportó algo nuevo al debate, y el libro ayudó a formular y sintetizar las ideas de ese movimiento.
Las Siete Lamparas de la arquitectura tuvo gran éxito popular, y recibió la aprobación de la eclesiología a través de la Cambridge Camden Society, que criticó en su publicación The Ecclesiologist los errores cometidos por arquitectos modernos en trabajos eclesiásticos.

## Laslámparas
El ensayo se publicó en forma de libro en mayo de 1849 y está estructurado en ocho capítulos: una introducción y un capítulo para cada una de las siete lámparas, las cuales representan las demandas que la buena arquitectura tiene que satisfacer, expresado como las direcciones sobre la asociación de ideas que podrían sugerir al observador:
1. Sacrificio: dedicación del oficio del hombre a Dios, pruebas visibles del amor y la obediencia del hombre.
2. Verdad: artesanía y exhibición sincera de materiales y estructura. La fidelidad a los materiales y la exhibición honesta de la construcción fueron sinónimos desde que el Renacimiento se distanció de las florituras caprichosas de la arquitectura neogótica del siglo XVIII; había sido elaborado por Pugin y otros.
3. Poder: los edificios deben pensarse en términos de su volumen y alcance hacia la sublimidad de la naturaleza por la acción de la mente humana sobre ellos y la organización del esfuerzo físico en la construcción de edificios.
4. Belleza: aspiración hacia Dios expresada en la ornamentación extraída de la naturaleza, en su creatividad.
5. Vida: los edificios deben ser hechos por manos humanas, de modo que la alegría de los albañiles y canteros se asocie con la libertad expresiva que se les otorga.
6. Memoria: los edificios deben respetar la cultura en la que se han desarrollado.
7. Obediencia: sin originalidad en sí misma, sino conforme a los mejores entre los valores ingleses existentes, en particular expresados a través del gótico English Early Decorated como la elección de estilo más segura.

Escribiendo dentro de la tradición esencialmente británica del asociación de ideas que informa de la estética, Ruskin argumentó de una postura moral con tono polémico, que las innovaciones técnicas de la arquitectura desde el Renacimiento y particularmente la Revolución Industrial, había subsumido su contenido espiritual y minado su vitalidad. También argumentó que no se necesitaba un nuevo estilo para solucionar este problema, ya que ya existían los estilos apropiados. La arquitectura 'más verdadera' era, por lo tanto, la Arquitectura gótica más antigua de las catedrales medievales y de Venecia. El ensayo esbozaba los principios que Ruskin expuso más tarde en los tres volúmenes Las Piedras de Venice publicados entre 1851 y 1853. En la práctica, sugirió una arquitectura 'honesta' sin revestimientos, acabados, soportes ocultos ni molduras maquinadas y que la belleza debe derivarse de la naturaleza y ser obra del hombre.
Ruskin dibujó en los ensayos de Archibald Alison en la Naturaleza y Principios de Gusto (1790–1810) para algunos de sus principios, como el requisito del equilibrio relajado como el mejor estado para apreciar la belleza, la idea de que el campo natural es más propicio para producir un artista que la ciudad, que la gloria de la arquitectura reside en su edad. Las Siete Lámparas fue reducido al estado de una "glosa moral sobre Alison" por George L. Hersey, en High Victorian Gothic.
Tenía una confianza permanente en el instinto natural e ignorante de la rectitud y la belleza en la persona promedio: "todos los hombres tienen sentido de lo que es correcto en este asunto, si solo usaran y aplicaran este sentido; cada hombre sabe dónde y cómo la belleza le da placer, si tan solo lo pidiera cuando lo hace, y no permitiera que se lo impusieran cuando no lo quiere." Esto contrasta con la rama del modernismo que sostiene que a la gente se le debe enseñar a apreciar el buen diseño. Otro contraste con el modernismo está en la estética de la funcionalidad: Ruskin no vio belleza en las herramientas bien diseñadas: la belleza está fuera de lugar donde no hay un ocio sereno, o "si la empujas a los lugares de trabajo duro. Ponla en el dibujo". -habitación, no en el taller; ponlo sobre muebles domésticos, no sobre herramientas de artesanía". Para Ruskin, la belleza no era una característica inherente, sino algo que podía aplicarse a un objeto o negarse a él.

## Selección de ejemplos de Ruskin

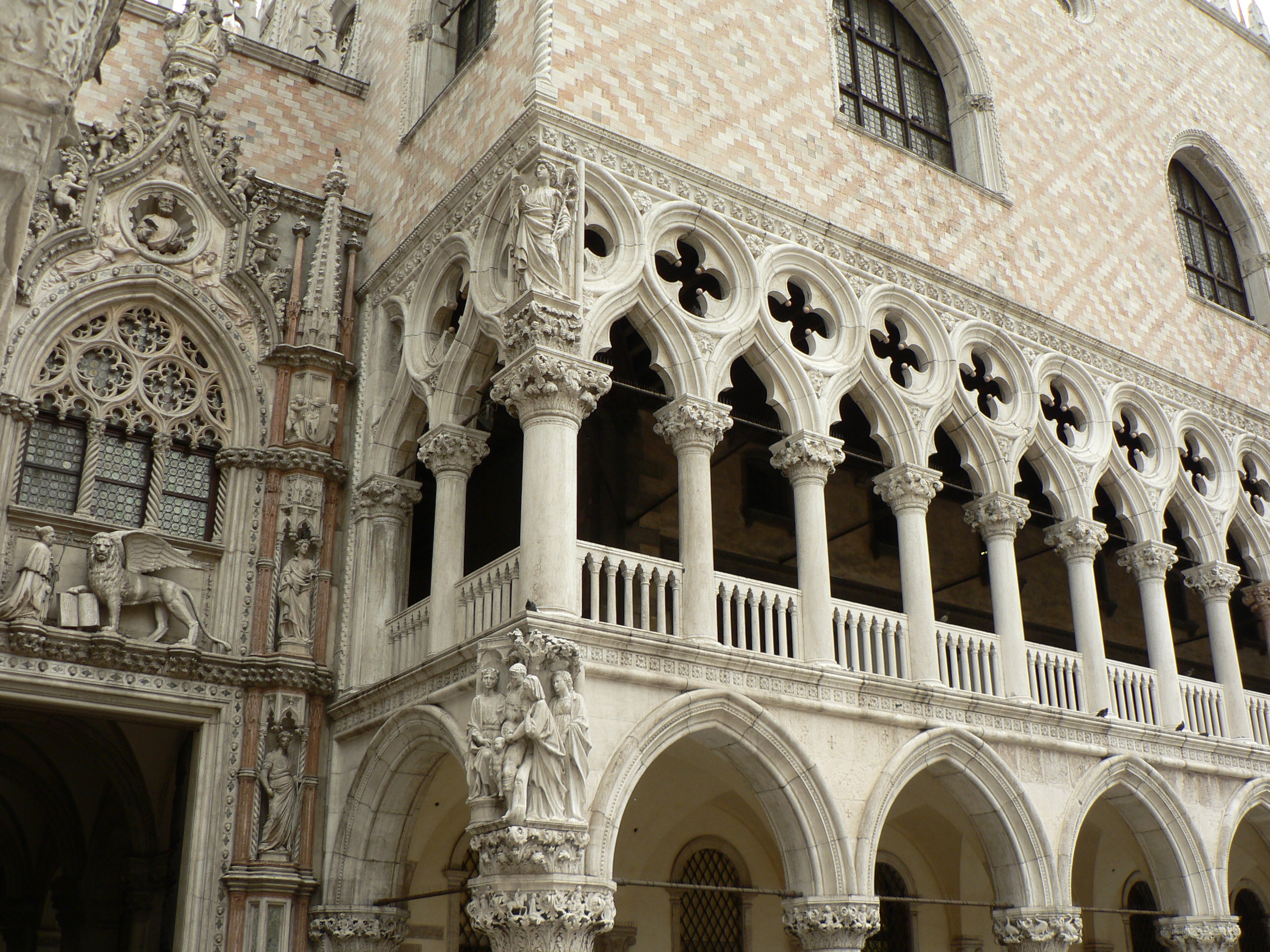
Ladrillo policromado y decoración escultórica en el Palacio Ducal, Venecia

Aunque Ruskin rechazó expresamente cualquier intento de presentar un ensayo en el curso de la arquitectura europea, señaló que "el lector quizás se sorprenda por la pequeña cantidad de edificios a los que se ha hecho referencia". Sus nueve dibujos a lápiz que ilustran los principios que examina son todos románicos y góticos toscanos y venecianos y ejemplos del gótico del norte de Francia y el ejemplo en su texto se extiende al norte de Inglaterra, siguiendo su experiencia y afecto, evitando las "escuelas impuras" de España. y de Alemania. En el momento de la segunda edición (1855), Ruskin había fijado sus ejemplares con mayor certeza:

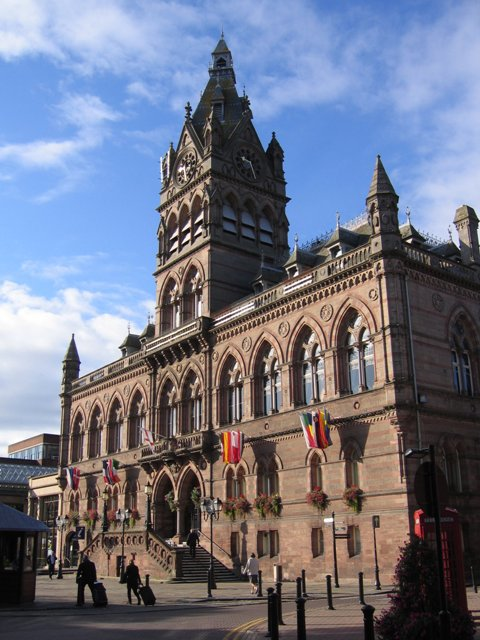
Policromía en gótico ruskiniano: Ayuntamiento de Chester, 1863–1869. William Henry Lynn, arquitecto

He ahora sin duda que el estilo único apropiado para trabajo del norte moderno, es el del norte gótico del decimotercer siglo, cuando ejemplificado, en Inglaterra, preeminentemente por las catedrales de Lincoln y Wells, y, en Francia, por aquellos de París, Amiens, Chartres, Rheims, y Bourges, y por el transepto de la de Rouen.
La importancia de los detalles auténticos para Ruskin se ejemplifica en los daguerrotipos a partir de los cuales hizo dibujos de detalles demasiado altos para verlos con claridad, y su llamada urgente a los fotógrafos aficionados en el Prefacio de la Segunda Edición, que presagia el papel formativo que la fotografía de detalles arquitectónicos tocaría durante las próximas décadas, no solo en edificios neogóticos:
...Mientras una fotografía de paisaje es meramente un juguete de divertir, una de arquitectura antigua es un documento histórico precioso; y que esta arquitectura tendría que ser tomada, no meramente cuándo se presenta bajo formas generales pintorescas, sino piedra por piedra, y escultura por escultura.

## Resurgimiento gótico
Para 1849, A. W. N. Pugin y otros ya habían adelantado las ideas del Resurgimiento gótico y su popularidad estaba asegurada. Ruskin Ofreció pocas novedades al debate, pero el libro ayudó a capturar y resumir los pensamientos del movimiento, resultó ser un gran éxito popular y recibió la aprobación de The ecclesiologists, el influyente boletín de crítica arquitectónica publicado por la Cambridge Camden Sociedad. Efectos como el polychromy de arquitectura gótica victoriana Alta puede ser localizado a él, en un género de "Ruskinian gótico" aquello estuvo practicado en a Gran Bretaña y colonias les gustan Nueva Zelanda y Canadá, y en Anglophile estratos de los Estados Unidos.

## Legado

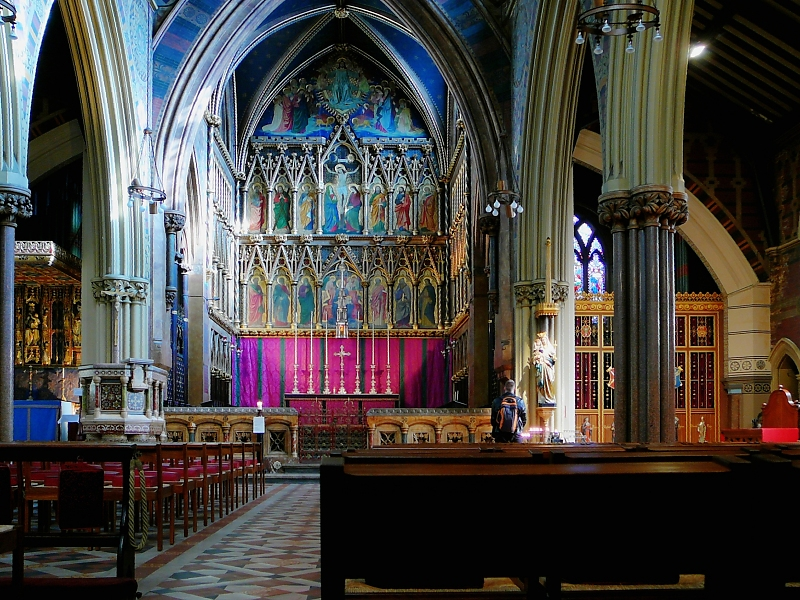
Todos los Santos, Margaret Calle por Beresford-Hope y Butterfield era directamente influido por el ensayo de Ruskin, particularmente en el uso estructural del ladrillo, más que para decoración de las superficies

Ruskin Había hecho su debut como crítico de arquitectura con La Poesía de Arquitectura (1839), un ensayo en el pintoresco que él más tarde rehusado, El Siete Lamps era todavía pasos provisionales para Ruskin crítica arquitectónica y ofreció un credo moral para arquitectos. Más tarde vaya en a disclaim el ensayo como 'wretched rant'.
El efecto del libro fue casi inmediato, encontrándonos como primer ejemplo la influencia que tendrá en William Butterfield y La Iglesia de Todos los Santos, Calle de la Margaret. El político Alexander Beresford Hope y el arquitecto Butterfield estuvieron de acuerdo en los detalles generales de la obra justo un mes después de que Ruskin la publicara, y para agosto ya habían revisado sus planes para encapsular los principios que propugnaba. La Iglesia de Todos los Santos se podría considerar el primer edificio ruskiniano debido a su uso de ladrillo 'honestamente' empleado como sistema estructural más que para la decoración de superficie.
Ruskin las escrituras devenían una influencia significativa encima William Morris y las Artes y Movimiento de Oficios en la mitad última del siglo XIX. En los Estados Unidos, las expectativas de Ralph Waldo Emerson de un nuevos, el estilo americano auténtico había preparado la tierra: Ruskin  Siete Lamps era deprisa asimilado a la estética de Transcendentalism.
En 1899 Marcel Proust leyó una traducción del capítulo La Lámpara de Memoria en una revista belga. Proyectó la experiencia transformadora en el narrador de Du côté de chez Swann, que se describe a sí mismo como un niño que lee la obra en el jardín en Combray. Proust más tardío, quién tradujo algunos trabajos de Ruskin, reclamados para saber El Siete Lamps de Arquitectura de memoria.
Las ideas de Las Siete Lámparas de la Arquitectura y otros escritos de Ruskin sobre arquitectura se encuentran recogidas y extensamente citadas por John Unrau en su obra Mirando en Arquitectura con Ruskin (Toronto: Universidad de Toronto), 1978.

## Galería
Escritura en el prefacio a la primera edición comentarios Ruskin;
Cada disculpa es, aun así, debido al lector para la ejecución apresurada e imperfecta de los platos. Teniendo mucho más trabajo serio a mano, y deseando meramente a render les ilustrativo de mi significado, he a veces muy completamente fallado incluso de aquel objetivo humilde; y el texto, siendo generalmente escrito antes de la ilustración estuvo completada, a veces naively describe tan sublime o bonito presenta cuál los platos representa por un blot. Seré agradecido si el lector en tales casos refiere las expresiones de alabar a la Arquitectura, y no a las ilustraciones.
Las ilustraciones siguientes son de la tercera edición donde la situación había sido mucho mejoró.

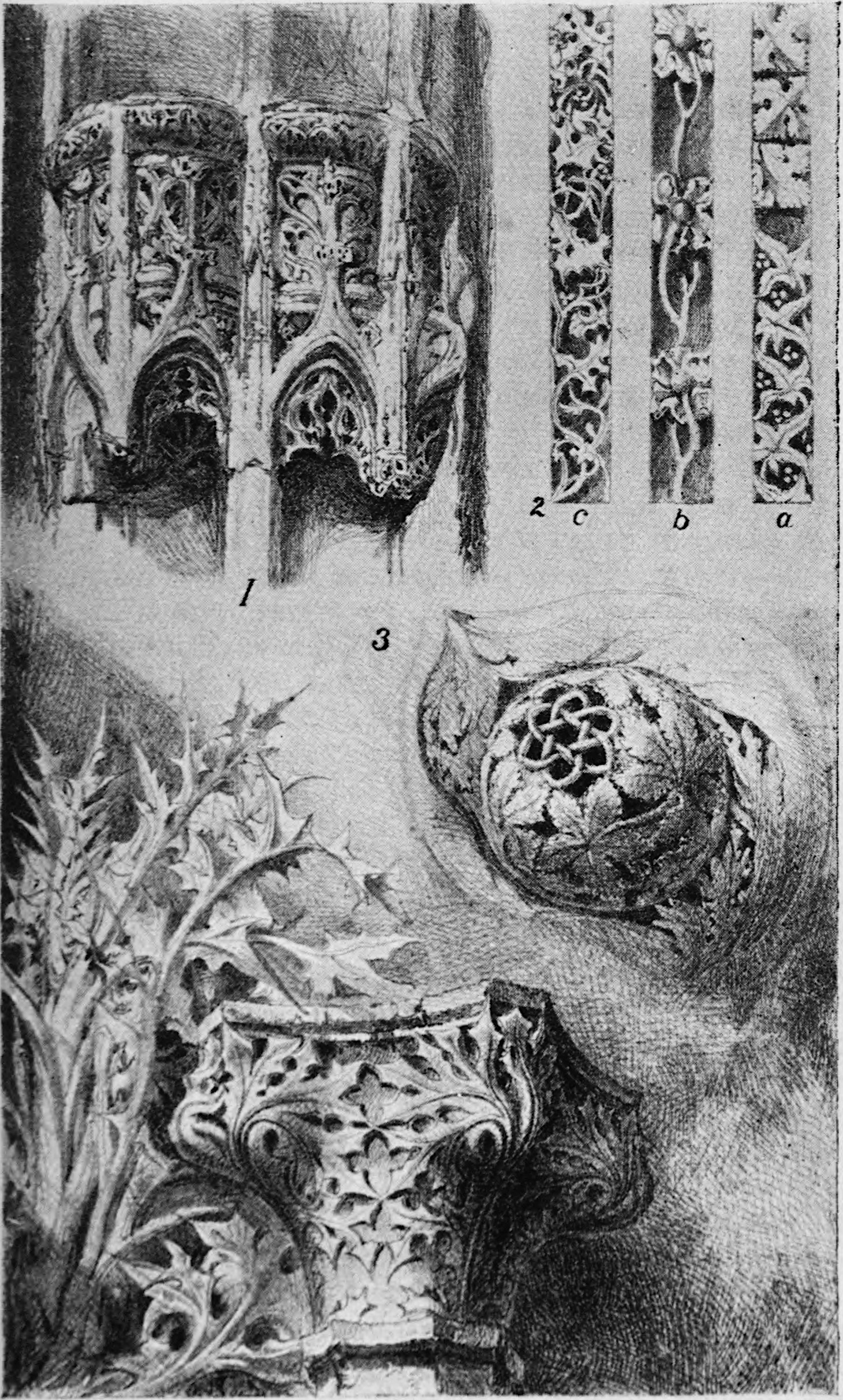
Ornamentos de Rouen, St Lo y Venice
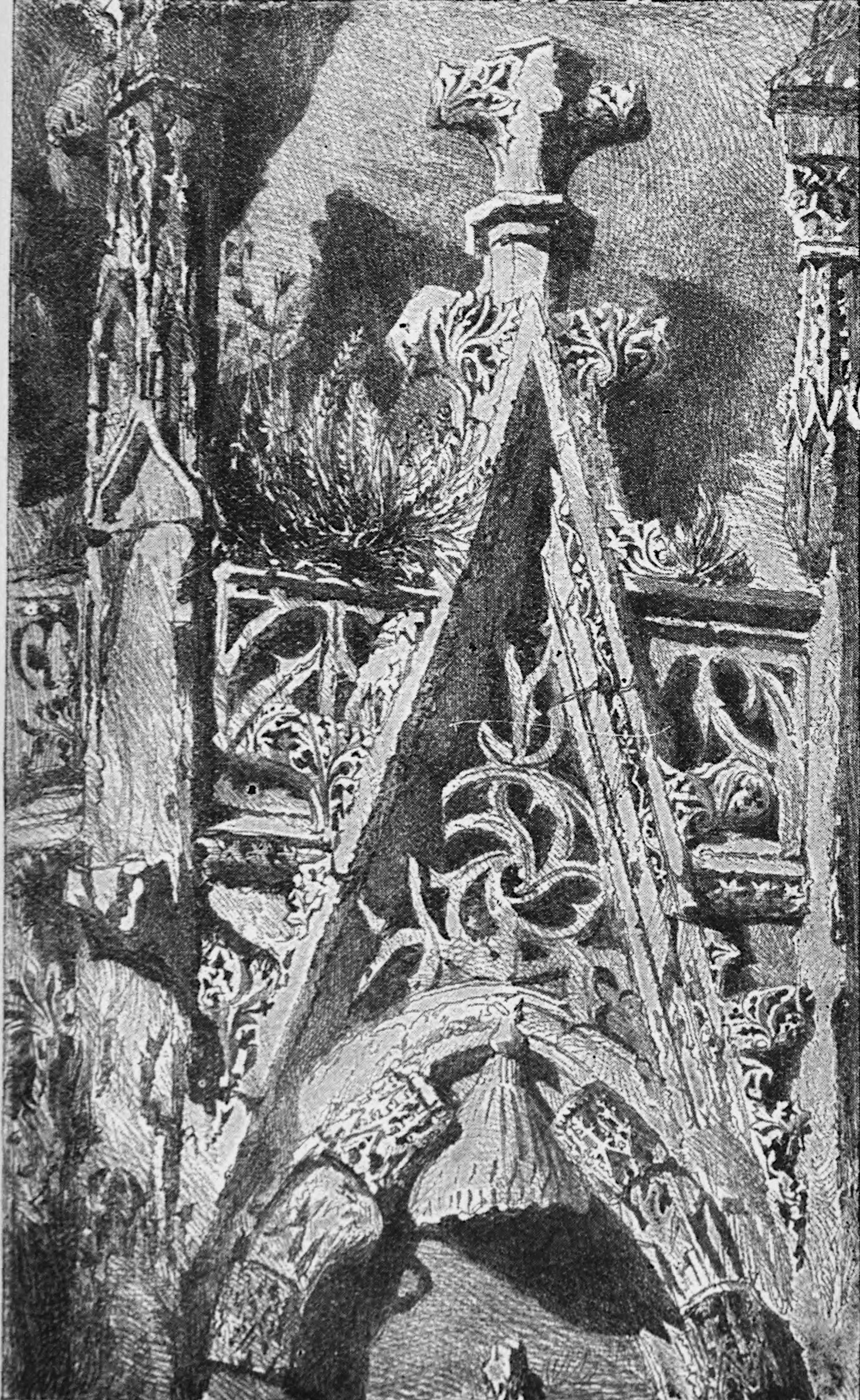
Parte de la Catedral de St Lo, Normandía
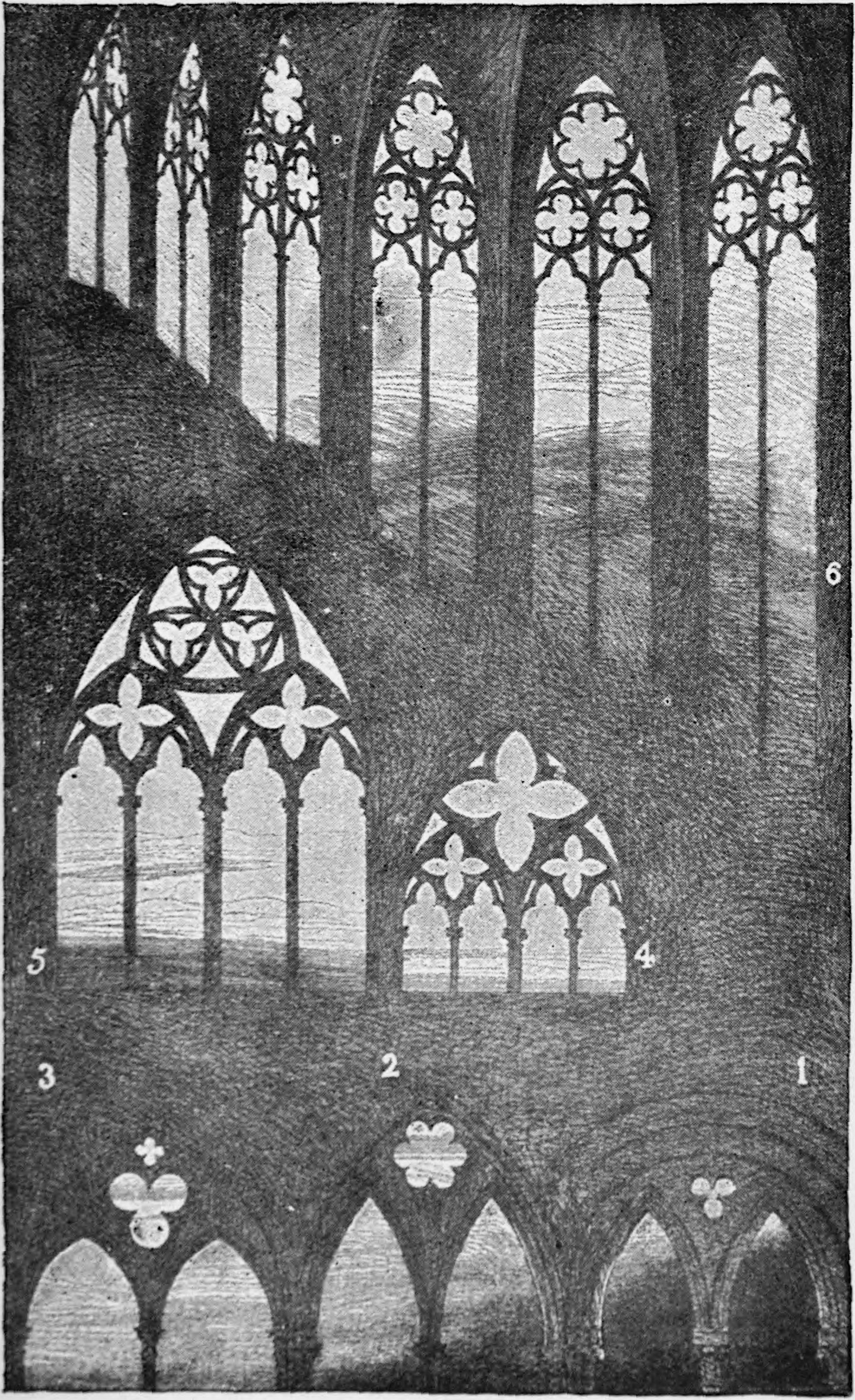
Traceries De Caen, Bayeux, Rouen, y Beauvais
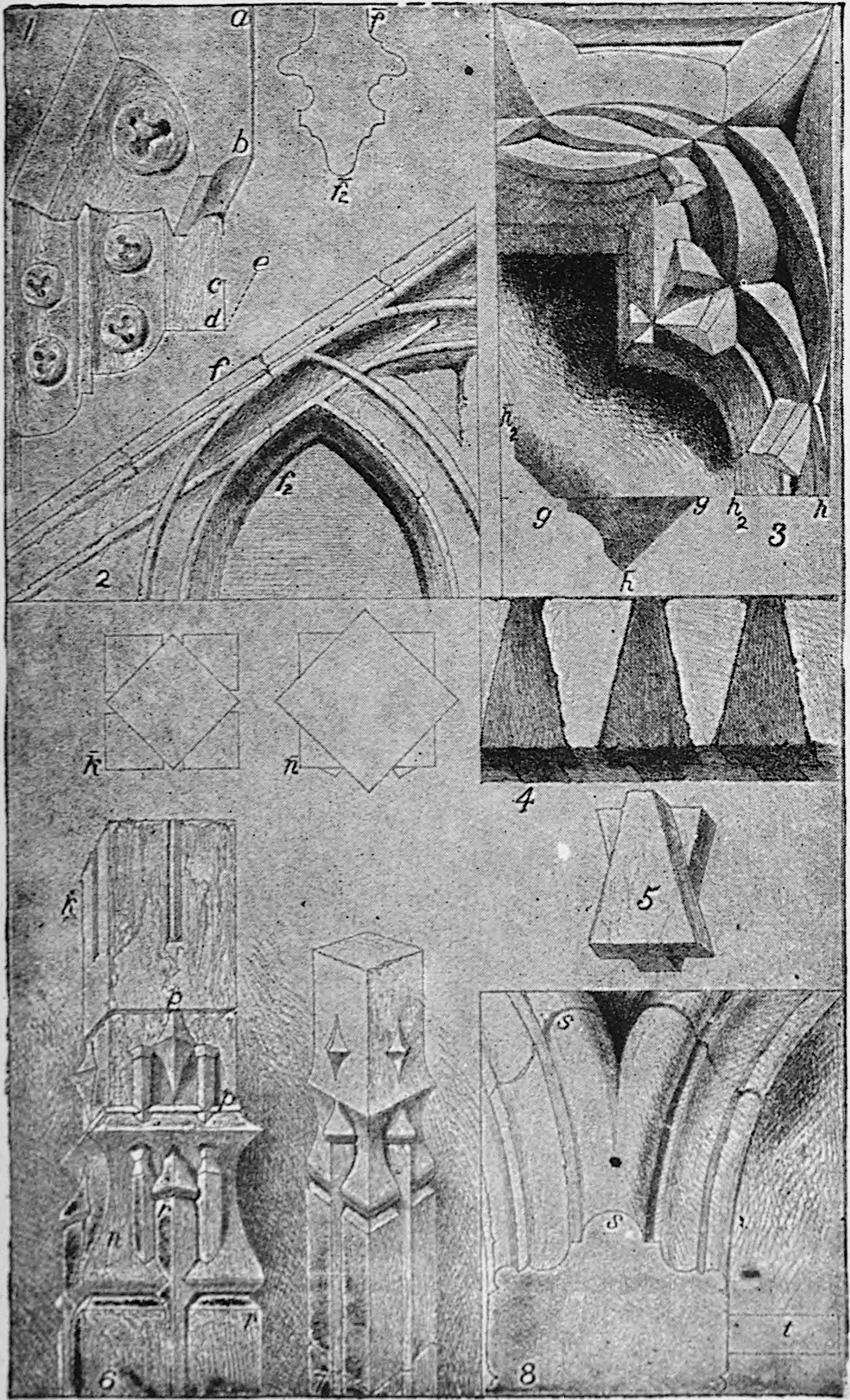
Intersectional Mouldings
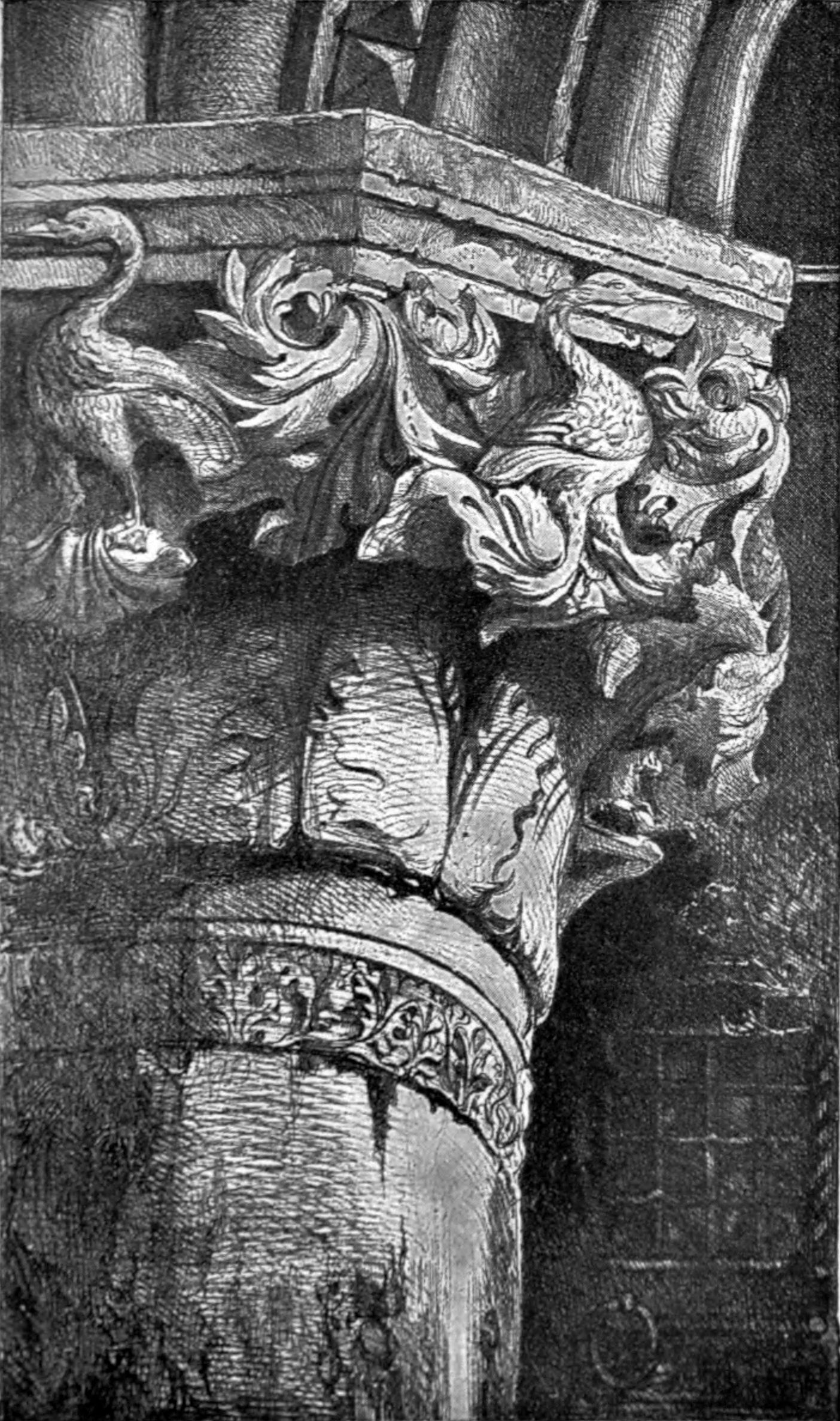
Capitel de la Arcada inferior del Palacio Ducal, Venecia
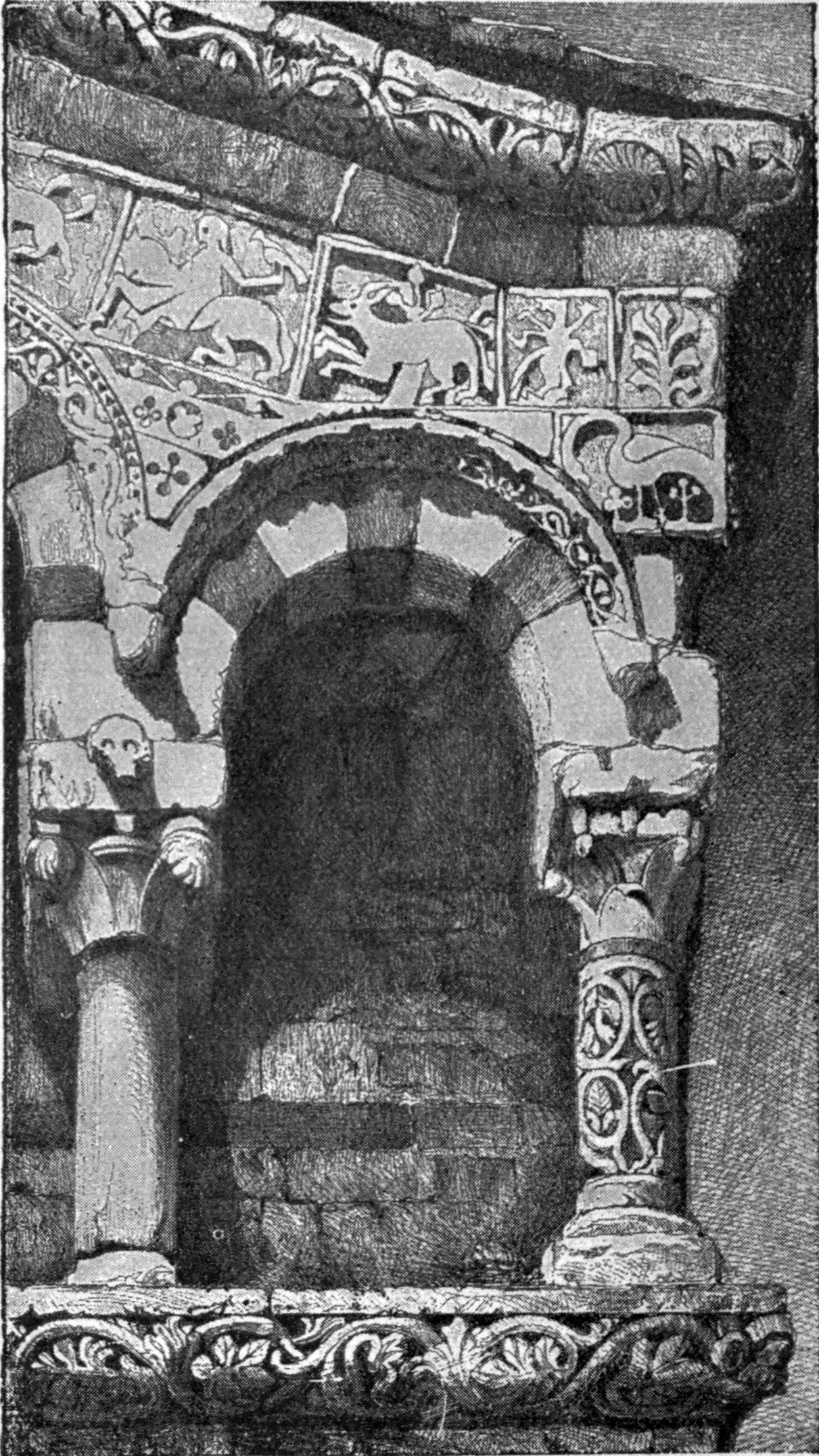
Arco de la Fachada de la Iglesia de San Michele en Lucca
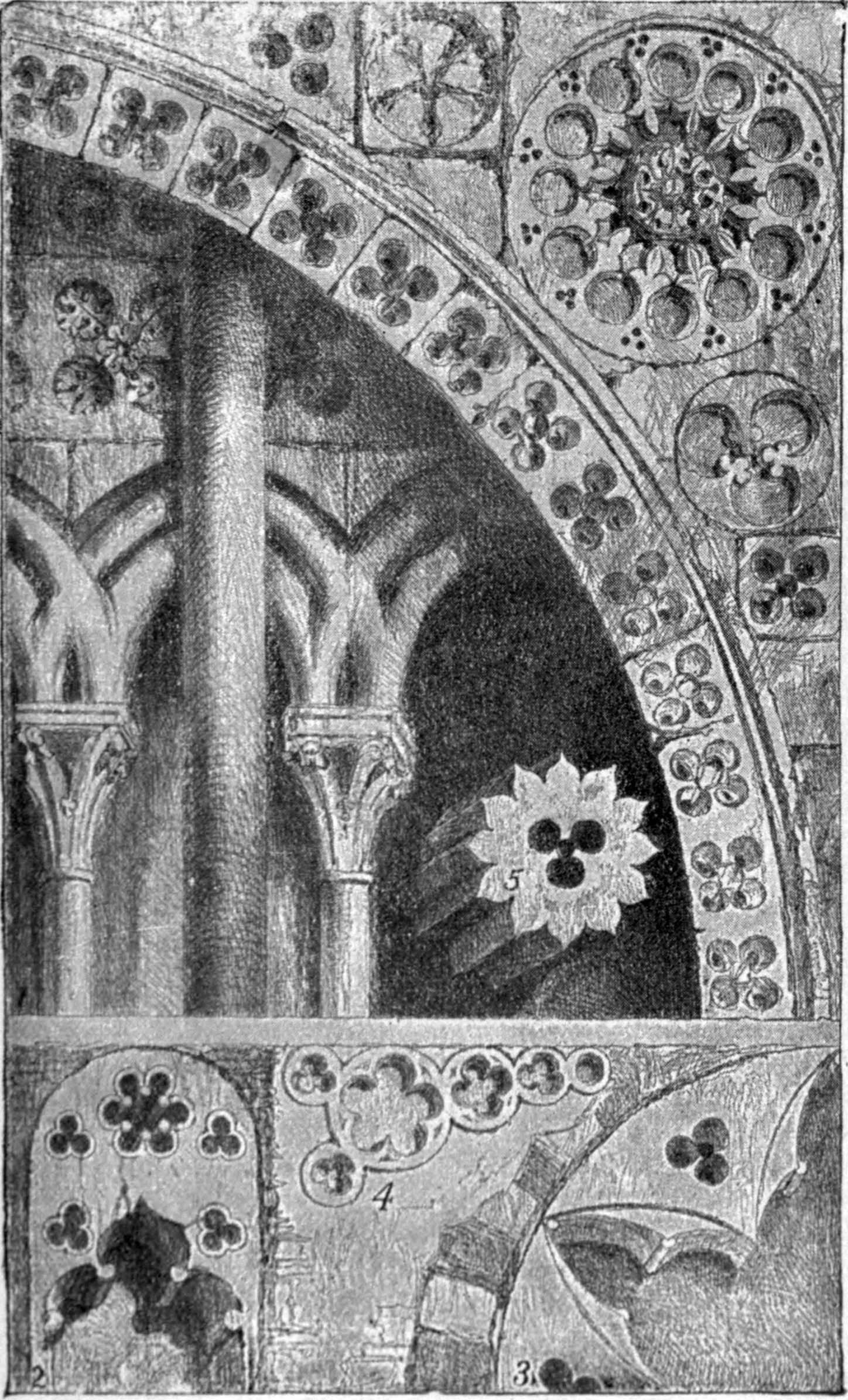
Agujeros ornamentales de Lisieux, Bayeux, Verona y Padua
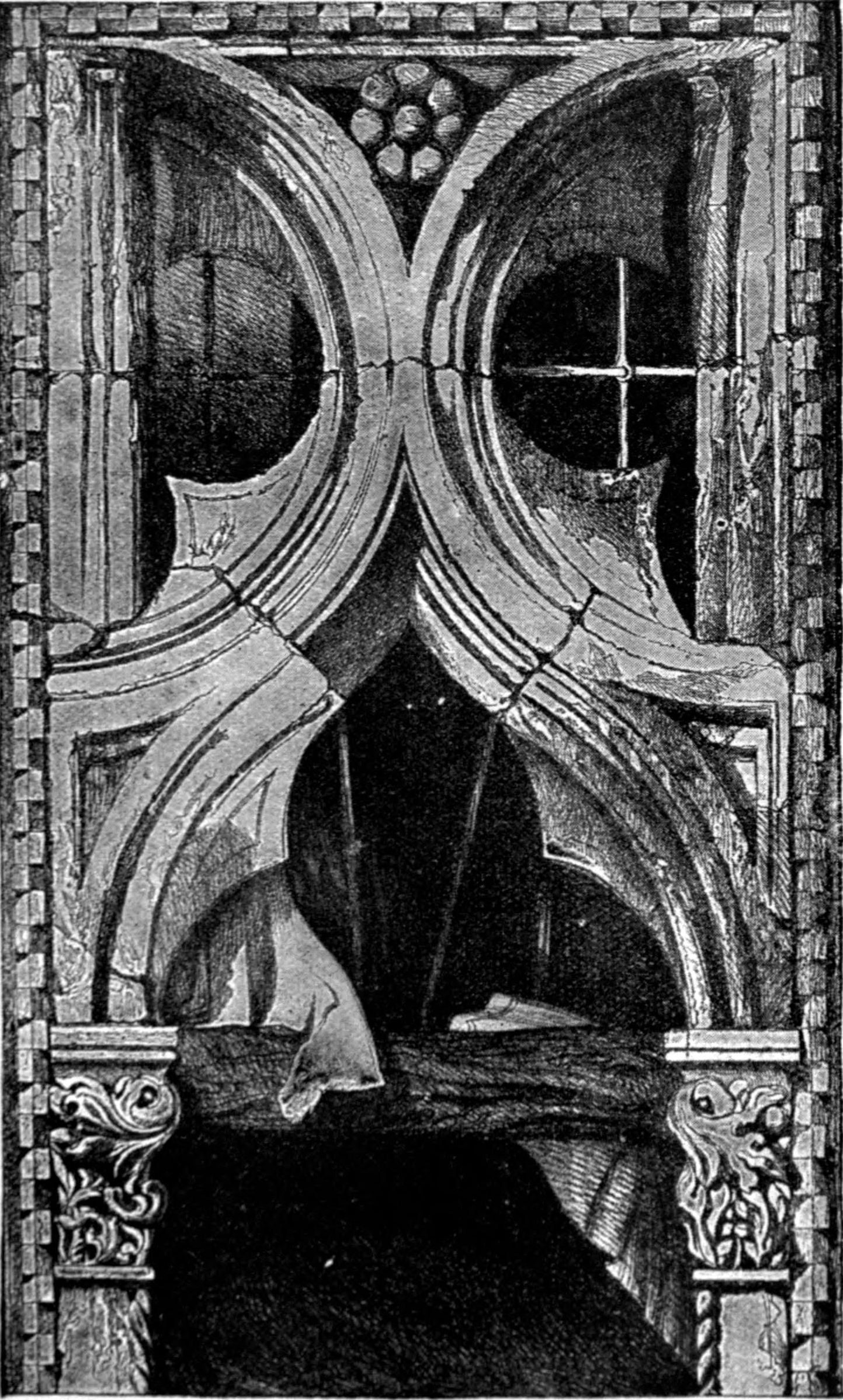
Ventana del Ca' Foscari, Venecia
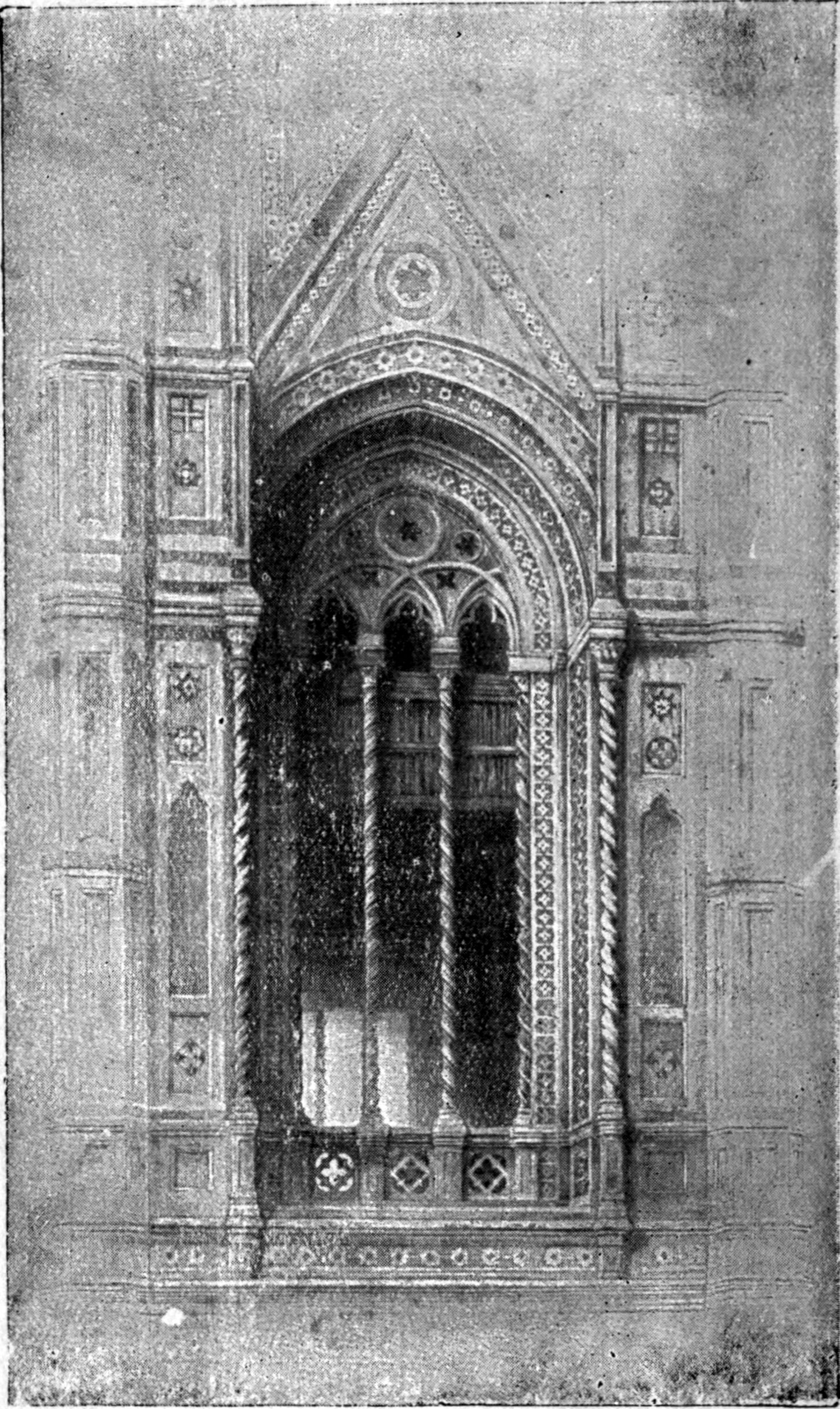
Tracería del Campanile de Giotto, en Florencia
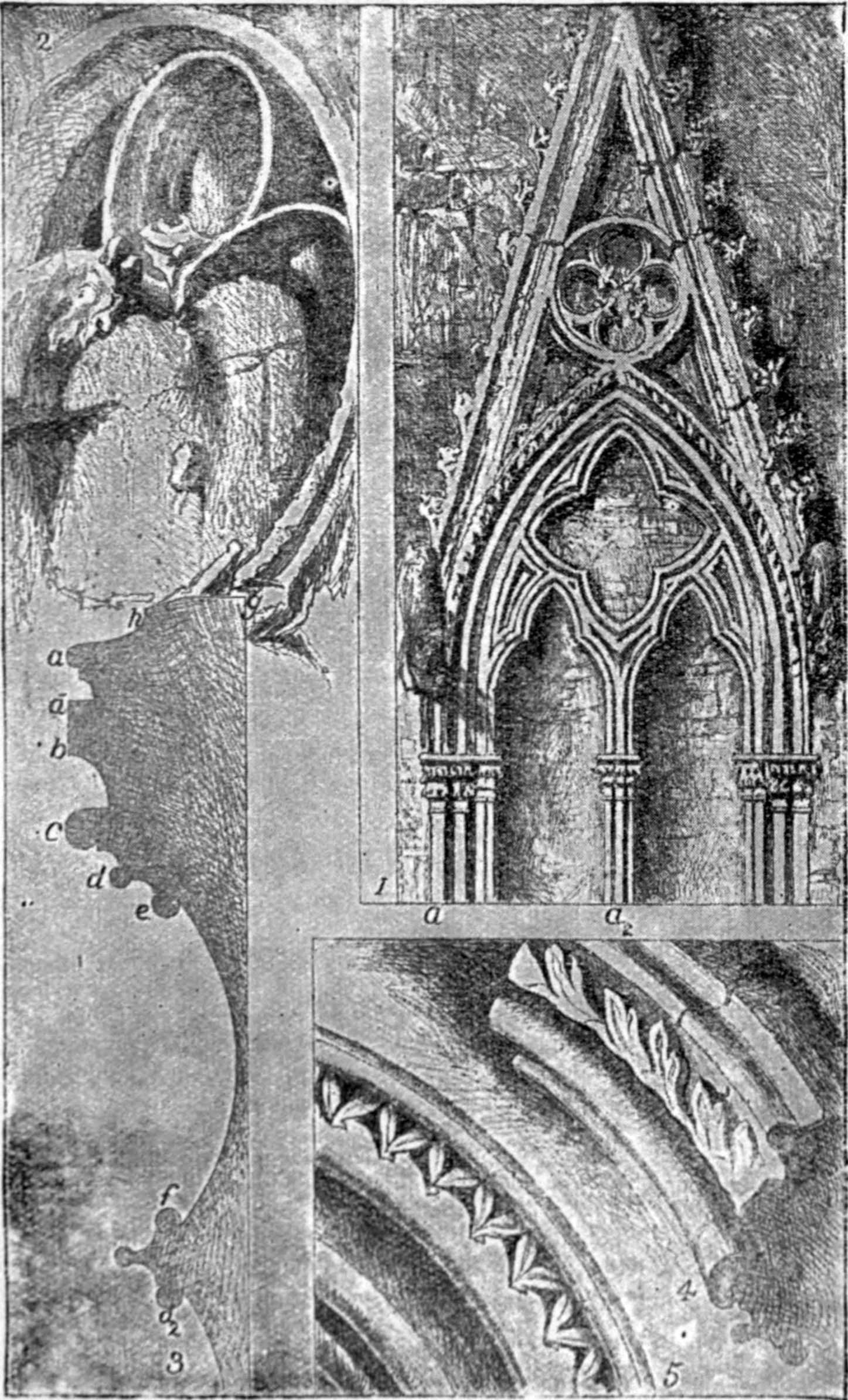
Tracerías y molduras de Rouen y Salisbury
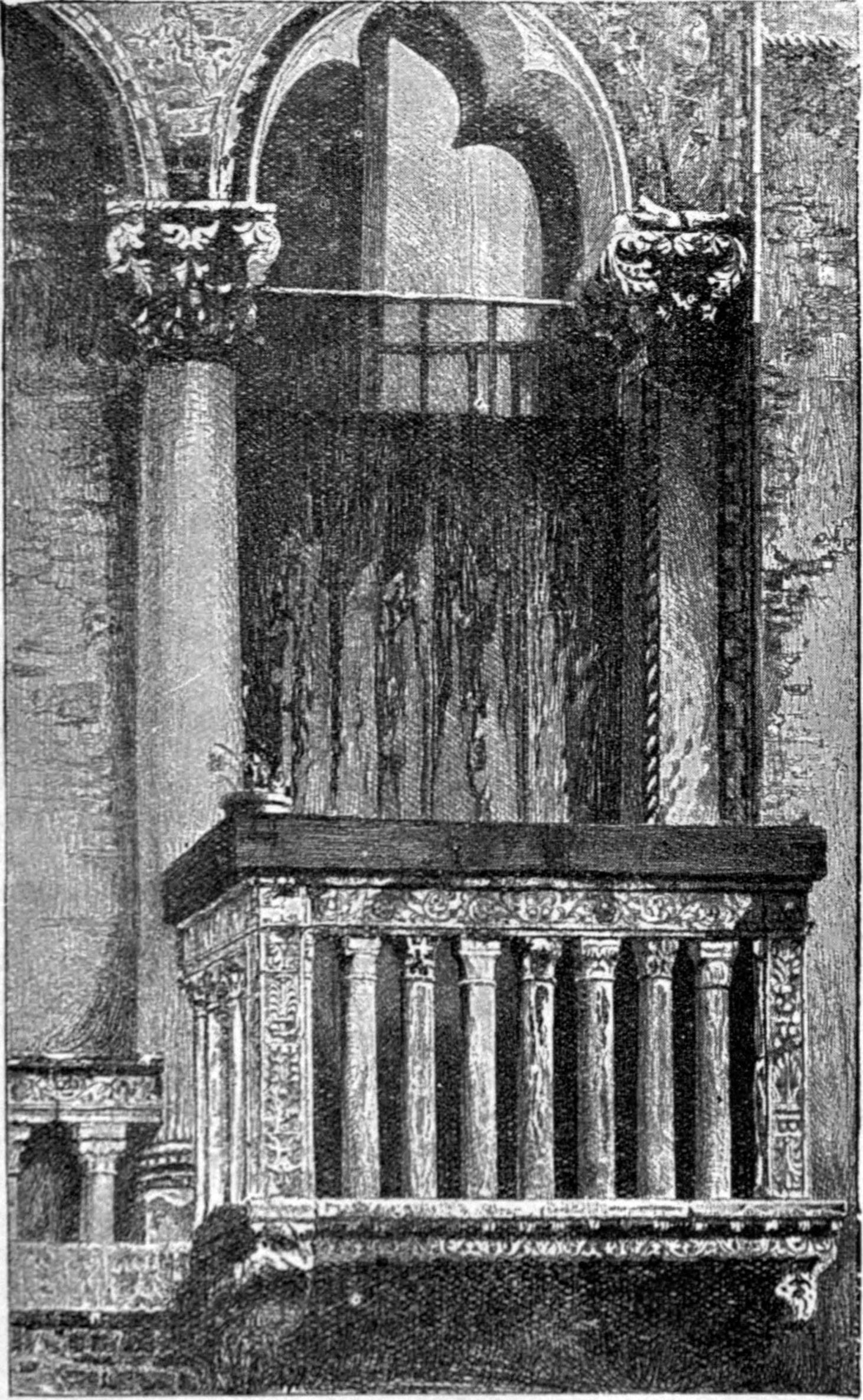
Balcón en el Campo de San Benedetto, Venecia
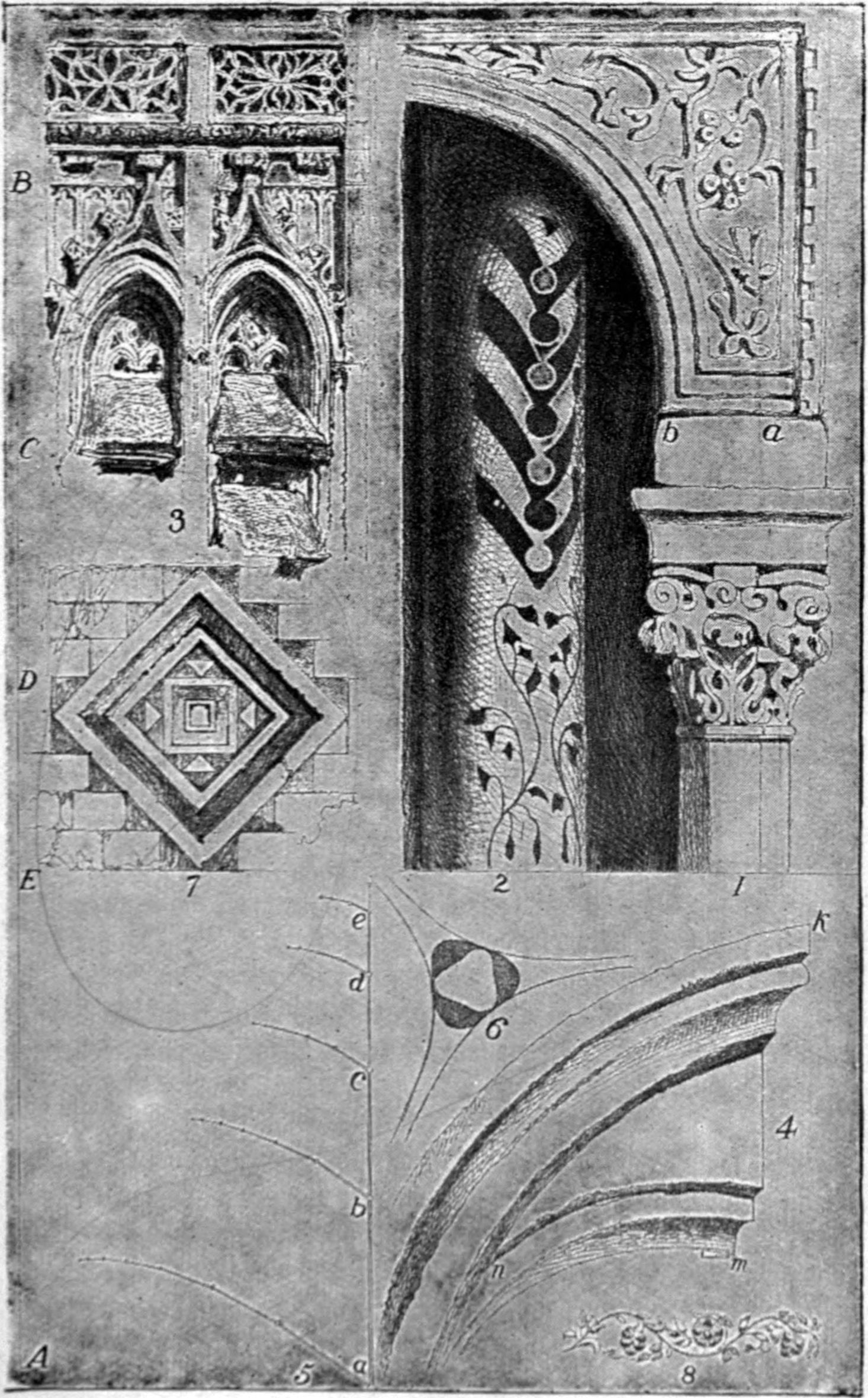
Fragmentos de Abbeville, Lucca, Venecia y Pisa
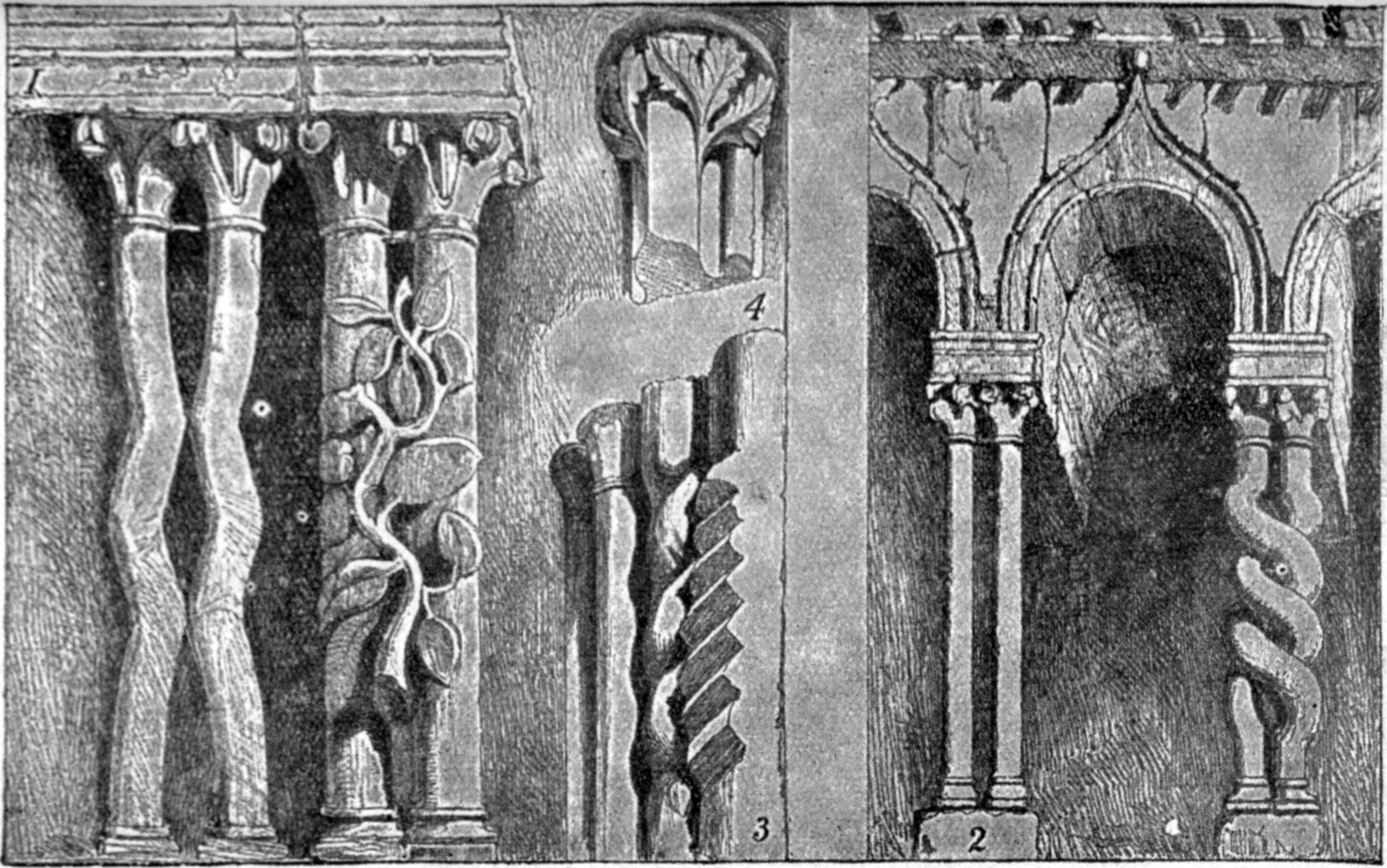
Porción de una arcada en el lado Sur de la Catedral de Ferrara
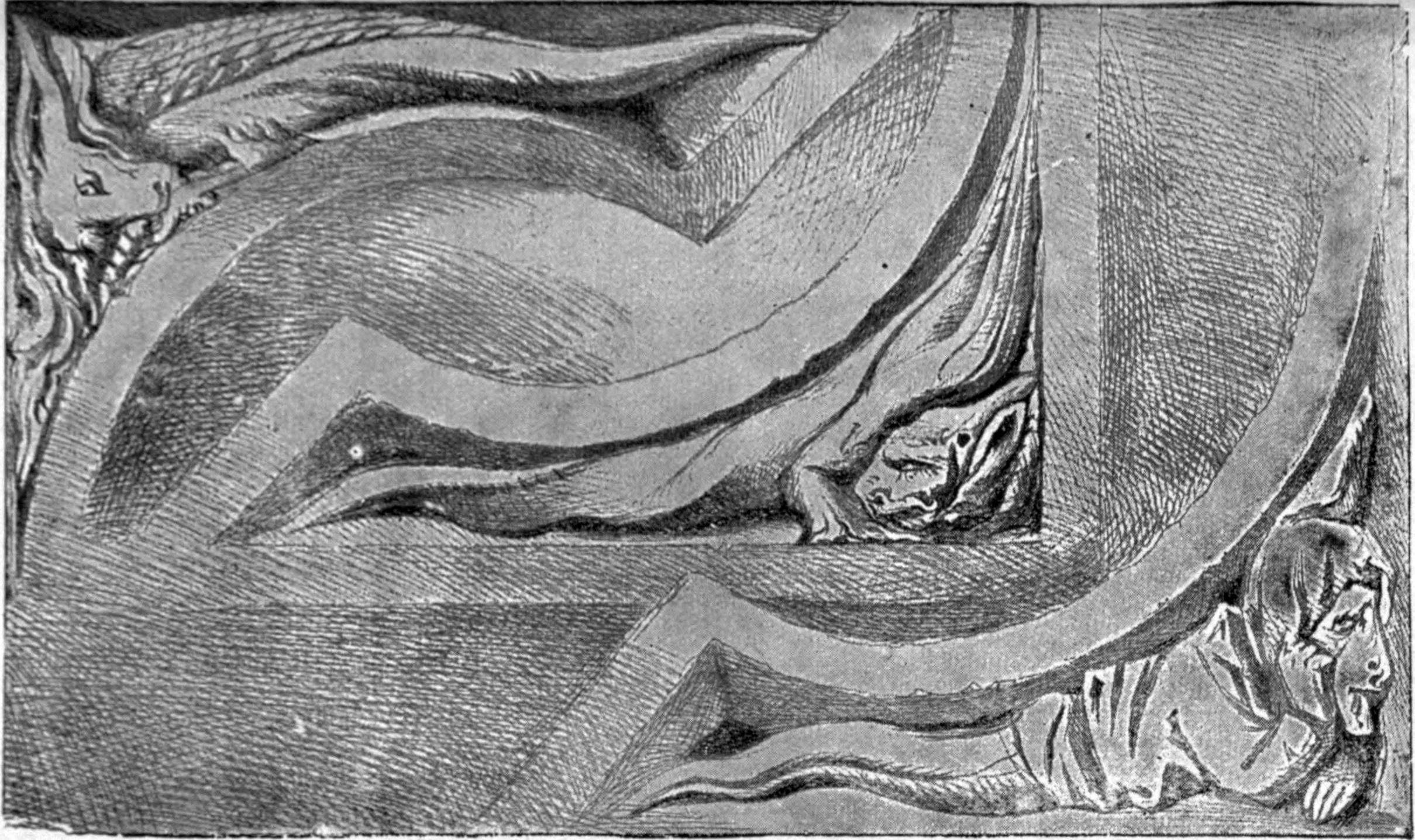
Esculturas de la Catedral de Rouen